# Bagratidkungariket Armenien
Bagratidernas Armenien var ett historiskt rike i Armenien, nuvarande östra Turkiet och Armenien, som existerade mellan 885 och 1045.
De antika armeniska rikena Större Armenien (331 f.Kr.-428 e.Kr.) och Mindre Armenien (188 f.Kr.-72 e.Kr.) delades under Romerska riket respektive Sassanidernas Persien, och senare under Bysantinska riket respektive Umayyadernas kalifat. 
Den region som beboddes av armenier och där de forna armeniska rikena en gång legat blev isolerade gränstrakter där en inhemsk feodalism uppstod och så småningom bildade en de facto egen stat, som på 880-talet erkändes av både Bysans och Bagdad. Flera andra armeniska stater uppkom också under medeltiden: Tashir-Dzoraget (979-1118), Syunik (987-1170) och Artsakh (1000-1261).
Riket upplöstes då det erövrades av seldjukerna och armeniska flyktingar grundade sedan ett nytt armeniskt rike i sydväst i Kilikien, Lilla Armenien (1080-1375).